# Moussa Niakhaté
Moussa Niakhaté (* 8. März 1996 in Roubaix) ist ein französisch-senegalesischer Fußballspieler. Er steht beim französischen Erstligisten Olympique Lyon unter Vertrag. Niakhaté ist ehemaliger französischer Nachwuchsnationalspieler und spielt seit 2023 für die senegalesische Nationalmannschaft.

## Leben
Niakhaté wurde als Sohn senegalesischer Eltern im nordfranzösischen Roubaix geboren. Er ist seit August 2021 Vater eines Sohnes.

## Karriere

### Verein
Niakhaté spielte von seinem 8. bis zum 21. Lebensjahr für verschiedene Vereine in Nordfrankreich.
Am 20. Oktober 2014 gab er als Spieler des FC Valenciennes bei der 0:3-Heimniederlage in der Ligue 2 gegen FCO Dijon sein Debüt im Profifußball. Bis zu seinem Weggang 2017 spielte er mit dem FC Valenciennes in der französischen Zweitklassigkeit gegen den Abstieg und schaffte jeweils den Klassenerhalt. Danach wechselte er in die Ligue 1 zum FC Metz und stieg mit den Lothringern zum Saisonende in die Ligue 2 ab.
Im Juli 2018 ging Niakhaté in die deutsche Bundesliga und schloss sich dem 1. FSV Mainz 05 an. Er unterschrieb einen Fünfjahresvertrag. In seinem ersten Pflichtspiel für die Mainzer, dem mit 3:1 gewonnenen Erstrundenspiel im DFB-Pokal 2018/19 bei Erzgebirge Aue am 18. August 2018, sah er in der 3. Spielminute die Rote Karte. In der Folgezeit entwickelte er sich zum Führungs- und Stammspieler in der Innenverteidigung – in seinen vier Saisons mit den Mainzern verpasste er insgesamt nur acht Bundesligaspiele – und wurde Mitglied des Mannschaftsrates. Zur Saison 2021/22 wurde er unter Trainer Bo Svensson Mannschaftskapitän.
Anfang Juli 2022 wechselte Niakhaté zum englischen Erstligisten Nottingham Forest. Beim Aufsteiger aus Nottingham unterzeichnete er einen Dreijahresvertrag. Er kam im August 2022 in den ersten beiden Saisonspielen der Premier-League-Saison 2022/23 jeweils in der Startaufstellung zum Einsatz, verletzte sich aber kurz darauf am Oberschenkel und fiel seitdem aus. Am 17. März 2023 gab er sein Comeback im Ligaspiel gegen Newcastle United und ist seitdem Stammspieler in der Innenverteidigung. Im Juli 2024 wechselte er nach Frankreich zu Olympique Lyon.

### Nationalmannschaft
Niakhaté spielte dreimal für die französische U19-Nationalmannschaft, achtmal für die U20-Auswahl und elfmal für die französische U21-Nationalmannschaft.
Im Juni 2022 entschied er sich, künftig für die senegalesische A-Nationalmannschaft zu spielen. Einer seiner Fürsprecher hierbei war Sadio Mané.
Während der Rekonvaleszenz von seiner Oberschenkelverletzung, die er sich im August 2022 zugezogen hatte, wurde er vom senegalesischen Nationaltrainer Aliou Cissé für zwei Freundschaftsländerspiele Ende September 2022 erstmals nominiert. Beim 2:0-Sieg gegen Bolivien am 24. September kam er als Einwechselspieler nicht zum Einsatz und reiste vor dem zweiten Spiel gegen den Iran zurück nach Nottingham, um sich auf seine Rückkehr in den Ligabetrieb vorzubereiten. Nach seiner Genesung kam er Ende März 2023 in zwei Qualifikationsspielen zum Afrika-Cup 2024 gegen Mosambik schließlich zu seinen ersten Einsätzen für die senegalesische Auswahl. Er steht im Aufgebot für das Turnier im Januar und Februar 2024 in der Elfenbeinküste.